# Lekanesphaera panousei
Lekanesphaera panousei is een pissebed uit de familie Sphaeromatidae. De wetenschappelijke naam van de soort is voor het eerst geldig gepubliceerd in 1964 door Daguerre de Hureaux, Elkaim & Lejuez.